# Verbascum isfendiyarense
Verbascum isfendiyarense är en flenörtsväxtart som beskrevs av Hub.-mor.. Verbascum isfendiyarense ingår i släktet kungsljus, och familjen flenörtsväxter. Inga underarter finns listade i Catalogue of Life.